# Fan ruột
Fan ruột (tiếng Anh: groupie), đôi khi còn gọi là fan cứng, là một từ lóng để chỉ người hâm mộ của một ca sĩ, người nổi tiếng hay nhóm/ban nhạc cụ thể vốn theo sát thần tượng khi họ đang đi lưu diễn, hoặc có mặt ở nhiều nơi thần tượng xuất hiện nhất có thể, thường là với hi vọng nắm bắt tin tức về thần tượng nhiều hơn. Từ này hầu hết được dùng ở mọi lúc mọi nơi để chỉ những phụ nữ trẻ luôn săn đuổi thần tượng của họ, mang trong mình hi vọng có được quan hệ thắm thiết với thần tượng hay thậm chí là muốn được quan hệ tình dục với họ.

## Khởi nguồn từ âm nhạc
Từ fan ruột (groupie) trong tiếng Anh được tạo ra vào khoảng năm 1965 để mô tả các cô gái tuổi teen hay phụ nữ trẻ cố gắng có được sự tiếp xúc chớp nhoáng với các nghệ sĩ âm nhạc. Hiện tượng này đã có từ rất lâu; đơn cử như tác giả Mary McCarthy người Mỹ đã sớm miêu tả vấn đề này trong cuốn tiểu thuyết The Company She Keeps (năm 1942).

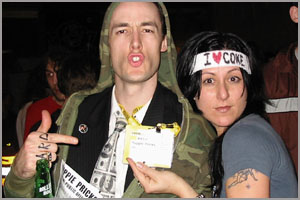
Nam ca sĩ Trevor Middleton ở cùng một fan ruột

## Thể thao
Fan ruột cũng hiện diện trong lĩnh vực thể thao. Ví dụ: cụm từ "nàng thỏ vòng kẹp" (buckle bunnies) là một khía cạnh rất nổi tiếng trong thế giới của bộ môn đấu gia súc rodeo. Cụm từ này xuất phát từ tiếng lóng chỉ phụ nữ trong tiếng Anh (bunny, số nhiều: bunnies, dịch là "nàng thỏ", tức cô gái mặc bộ quần áo có tai thỏ và đuôi thỏ giả) và từ giải thưởng là chiếc khóa thắt lưng (buckles, tức "vòng kẹp") dành cho kẻ chiến thắng trong rodeo, vốn là người mà các nàng thỏ tha thiết kiếm tìm.